# کارددئو
کارددئو (به اسپانیایی: Cardedeu) یک شهرستان در اسپانیا است که در بارسلون واقع شده‌است.

## خصوصیات
کارددئو ۱۲٫۸۹ کیلومترمربع مساحت و ۱۶٬۸۹۷ نفر جمعیت دارد و ۱۹۳ متر بالاتر از سطح دریا واقع شده‌است.